# Ron Hannah
Ron Hannah, né en 1945 à Moose Jaw, en Saskatchewan (Canada), est un compositeur canadien.
Ses compositions comprennent des œuvres de presque tous les genres "classiques", vocales et chorales, instrumentales en solo, musique de chambre et pour orchestre, opéra et théâtre. Son style est éclectique et mélodique, ayant ses racines dans le romantisme, et est influencé par de nombreux styles comme le jazz, l'avant-garde, la musique du monde ainsi que par Stravinsky. Ses œuvres peuvent aller du strictement diatonique à l'aléatoire, ayant le plus souvent ce qu'il appelle « une tonalité dissonante ».